# Okoboji
Okoboji är en ort i Dickinson County i Iowa. Vid 2010 års folkräkning hade Okoboji 807 invånare.